# Gersinho
Gerson Luís de Santana, mais conhecido como Gersinho (Osasco, 17 de junho de 1962 — Osasco, 1 de outubro de 2012) foi um futebolista brasileiro, que atuou como ponta-direita.

## Carreira
Foi revelado pelo dente-de-leite do Nacional AC, onde era conhecido como Santana ou Santaninha e foi dirigido por Ettore Marchetti. Passou pelos juvenis do Avai, em 1978.
Em 1979, foi para o Figueirense, onde começou a carreira profissional. Foi considerado o melhor em sua posição no Campeonato Catarinense de 1980.
Foi emprestado do Figueirense ao Santos por 1 milhão de cruzeiros em outubro de 1983.
Disputou 7 jogos e marcou 1 gol pela Seleção Brasileira no Torneio Pré-Olímpico, em 1984.
Atuou no Peixe até 1985. Fez parte do elenco Campeão Paulista de 1984.
Também defendeu as cores do Santa Cruz, em 1988, Portuguesa, além de passagens pelo interior de São Paulo.
Encerrou a carreira em 1996, no Blaze Kumamoto, do Japão.
Treinou jovens jogadores na escolinha "Meninos da Vila", em Osasco. Em janeiro de 2012, assumiu a frente do clube Caieiras FC.

## Morte
Morreu em 1º de outubro de 2012, por falência de múltiplos órgãos.